# Andrei Enescu
Andrei Enescu (Drobeta-Turnu Severin, Rumanía, 12 de octubre de 1987) es un futbolista rumano. Juega de centrocampista y su equipo actual es el SCM Gloria Buzău de la Liga II.

## Clubes
| Club                  | País     | Año         |
| --------------------- | -------- | ----------- |
| CS Pandurii Târgu Jiu | Rumania  | 2006 - 2007 |
| CSM Râmnicu Vâlcea    | Rumania  | 2007        |
| FC Sheriff Tiraspol   | Moldavia | 2008        |
| Gloria Bistrița       | Rumania  | 2008 - 2010 |
| Bőcs KSC              | Hungría  | 2010 - 2011 |
| Mezőkövesd-Zsóry SE   | Hungría  | 2011 - 2012 |
| Gloria Bistrița       | Rumania  | 2012 - 2013 |
| Vaslui                | Rumania  | 2013 - 2014 |
| Gaz Metan Mediaș      | Rumania  | 2014 - 2015 |
| CSMP Iași             | Rumania  | 2015 - 2016 |
| Ethnikos Achnas       | Chipre   | 2016 - 2018 |
| ACS Poli Timișoara    | Rumania  | 2018        |
| FC UTA Arad           | Rumania  | 2018 - 2019 |
| SCM Gloria Buzău      | Rumania  | 2019 -      |